# Jean Girardet
Pour les articles homonymes, voir Girardet.
Jean Girardet, né à Lunéville (paroisse St Jacques) le 13 novembre 1709 et mort à Nancy le 28 septembre 1778, est un peintre lorrain, puis français à la suite de l'annexion du duché de Lorraine par la France en 1766.

## Biographie
Jean Girardet est le fils de Philibert, linger de son Altesse et de Thérèse 
Jean Girardet est successivement séminariste, étudiant en droit, officier de cavalerie, puis apprend la peinture à l'Académie de peinture et de sculpture de Nancy, sous la direction de Claude Charles (1661-1747).
Il effectue divers travaux de décoration à Nancy avant de rejoindre, en 1738, le duc François III à Florence où il achève ses études. 
En 1748, il regagne la Lorraine au Service de Stanislas Leszczynski, ex-roi de Pologne et duc viager de Lorraine et de Bar par la grâce de son gendre Louis XV de France et du cardinal de Fleury. Girardet deviendra « Peintre ordinaire du roi de Pologne » en 1758.
Portraitiste de talent, il est le peintre attitré de Stanislas Leszczynski qu'il immortalise sous tous les angles ainsi que celui des gens de la cour et des artistes et de la noblesse lorraine et barroise. 
Il excelle aussi dans la grande peinture décorative comme dans les tableaux religieux. Ses œuvres ornent la cathédrale Saint-Étienne de Toul, les églises de Lunéville, Chanteheux, Commercy, Verdun et Metz.
Il est également l'auteur de l'un des premiers tableaux dédié au Sacré-Cœur à la cathédrale Saint-Étienne de Toul.
Faute d'académie de peinture, l'enseignement des beaux-arts se poursuit au sein des ateliers. Le plus convoité est celui de Jean Girardet à Lunéville qui accueille quelque 140 élèves.
En 1758, il est nommé « Premier peintre ». En 1766, à la mort de Stanislas, la reine de France Marie Leszczynska, unique fille survivante de Stanislas, le prend à son service.
Girardet poursuit son travail à Versailles mais revient assez vite à Nancy où il meurt dans sa maison au 31, rue Saint-Jean.
Il fut inhumé dans le cimetière de l'église Saint-Sébastien de Nancy.

## Production artistique

### Peintures murales
Ses peintures murales décoraient le kiosque de Lunéville, le salon de la Nouvelle Intendance, la Comédie, et une fresque orne la coupole de l’abbatiale Sainte-Glossinde de Metz… Nombre de ces travaux ont aujourd'hui disparu ; subsiste une de ses œuvres les plus abouties, témoin de son talent : les peintures de l'hôtel de ville de Nancy. Notamment, au plafond, le peintre nancéien a représenté Stanislas Leszczynski en Phébus, dieu de la lumière. Accompagné par la Victoire, il conduit le char du soleil et dissipe les nuées sous le regard ébloui des muses. Sur les murs du grand salon carré, quatre grandes peintures murales évoquent les bienfaits du monarque. Apollon offrant une couronne à un jeune artiste est une allusion à la fondation de la Société des sciences et belles-lettres : la toile est conservée depuis 1793, date de la saisie révolutionnaire, au musée des Beaux-Arts de Nancy. La représentation d'Apollon rappelle celle de la sculpture antique l'Apollon du Belvédère. Jupiter symbolise la justice royale, Esculape rappelle la création du Collège des médecins et Mercure la bourse attribuée aux marchands.

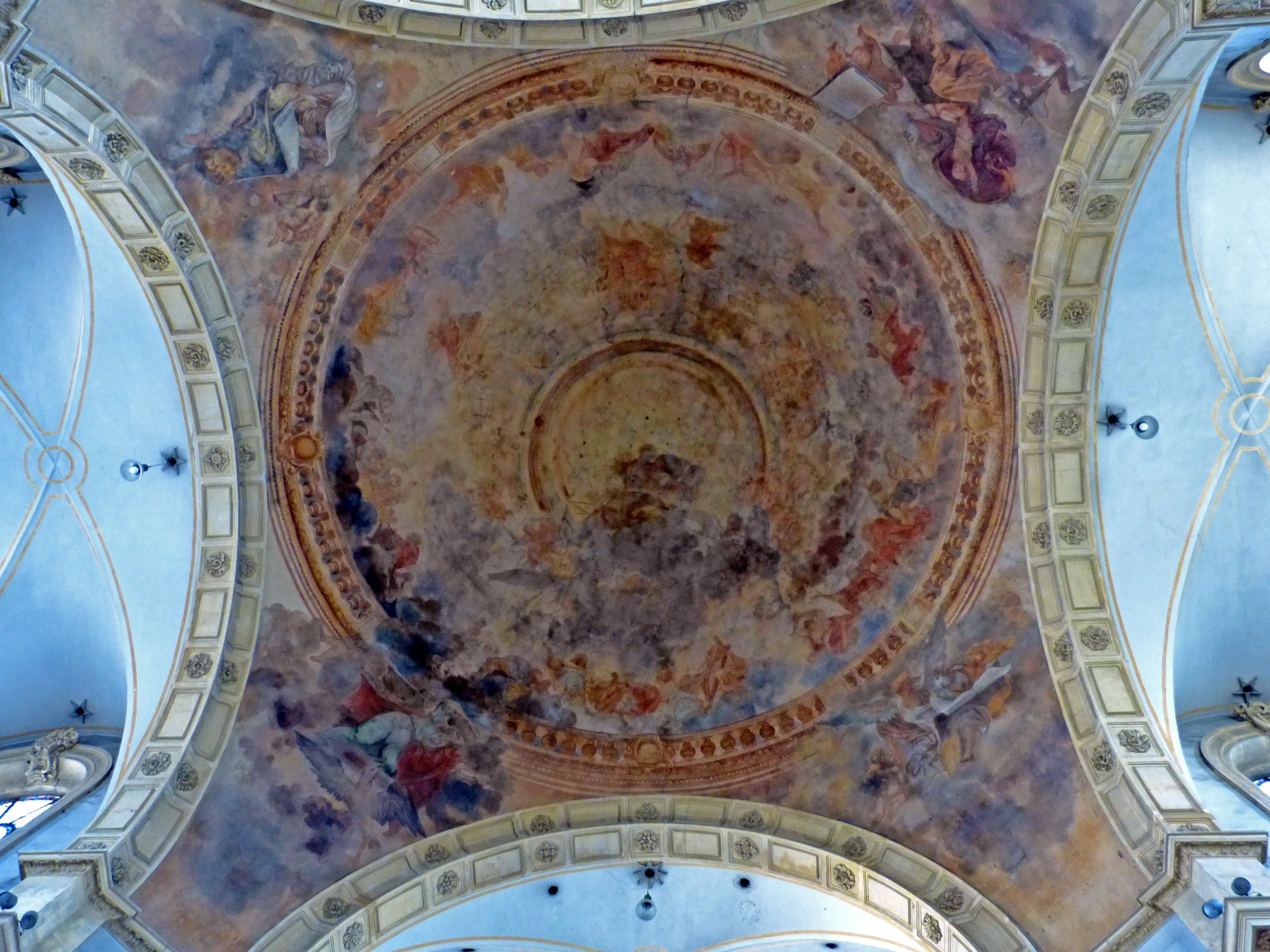
Abbatiale Sainte-Glossinde de Metz.
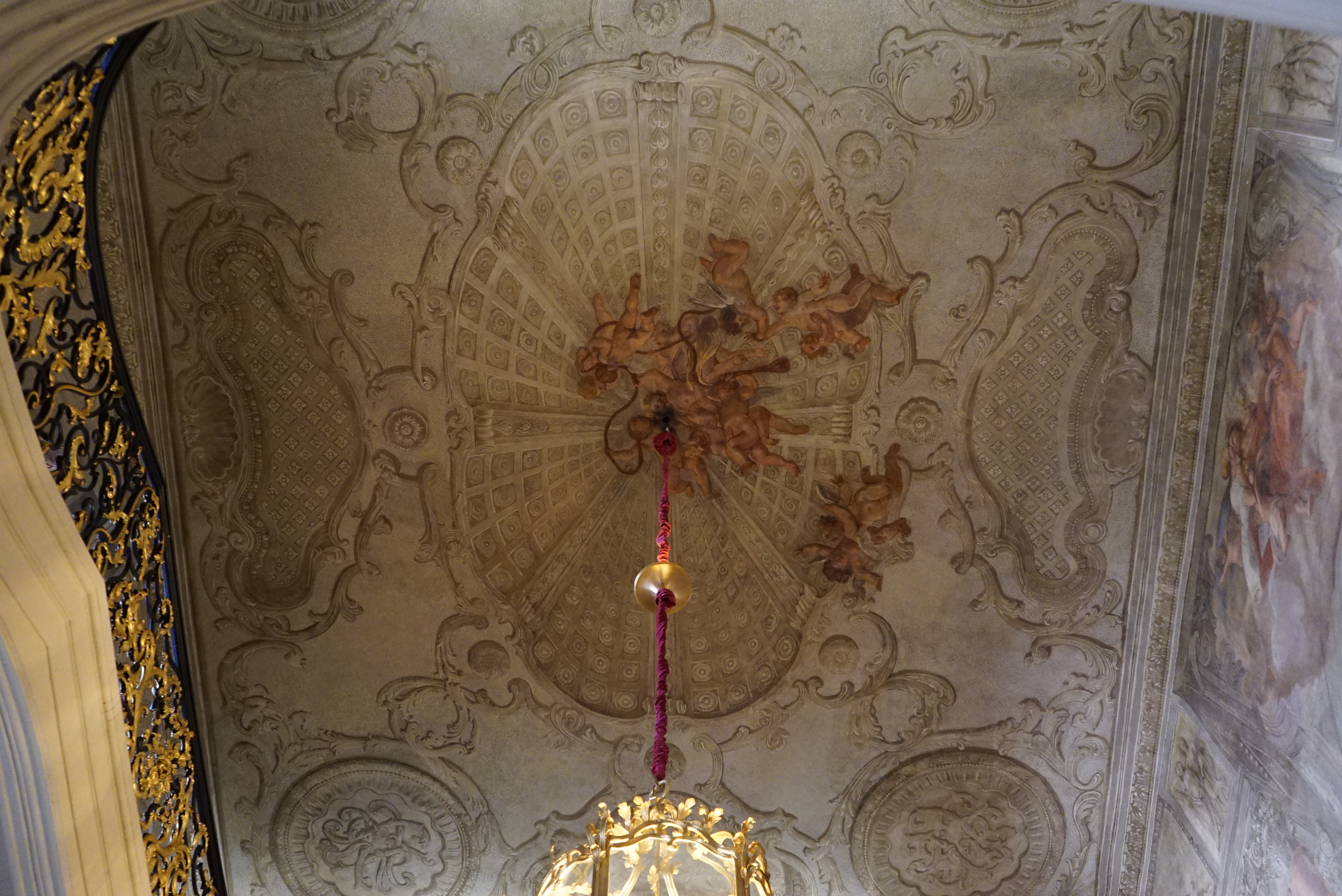
Escalier d'honneur,
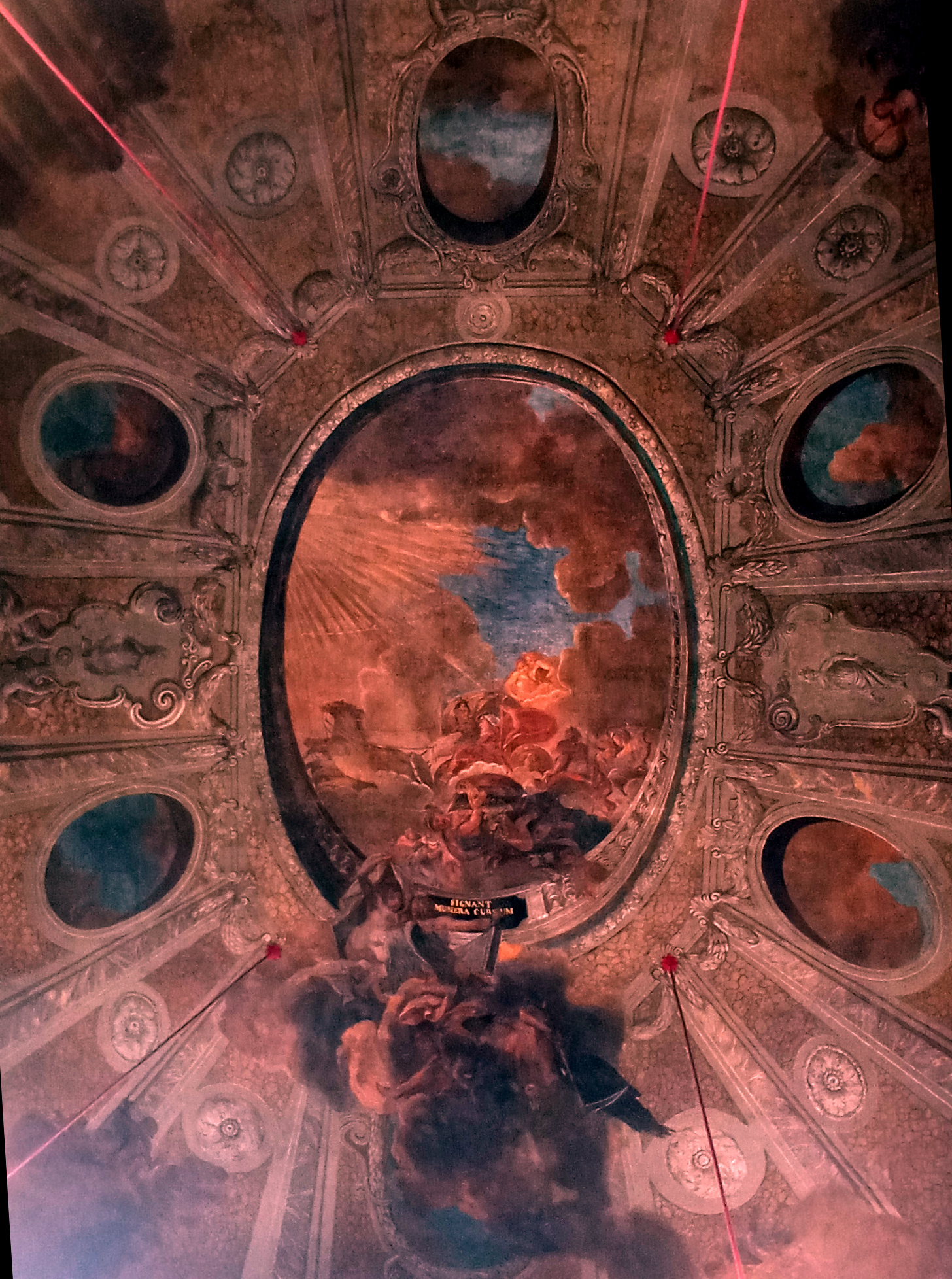
Stanislas conduisant le char du soleil,
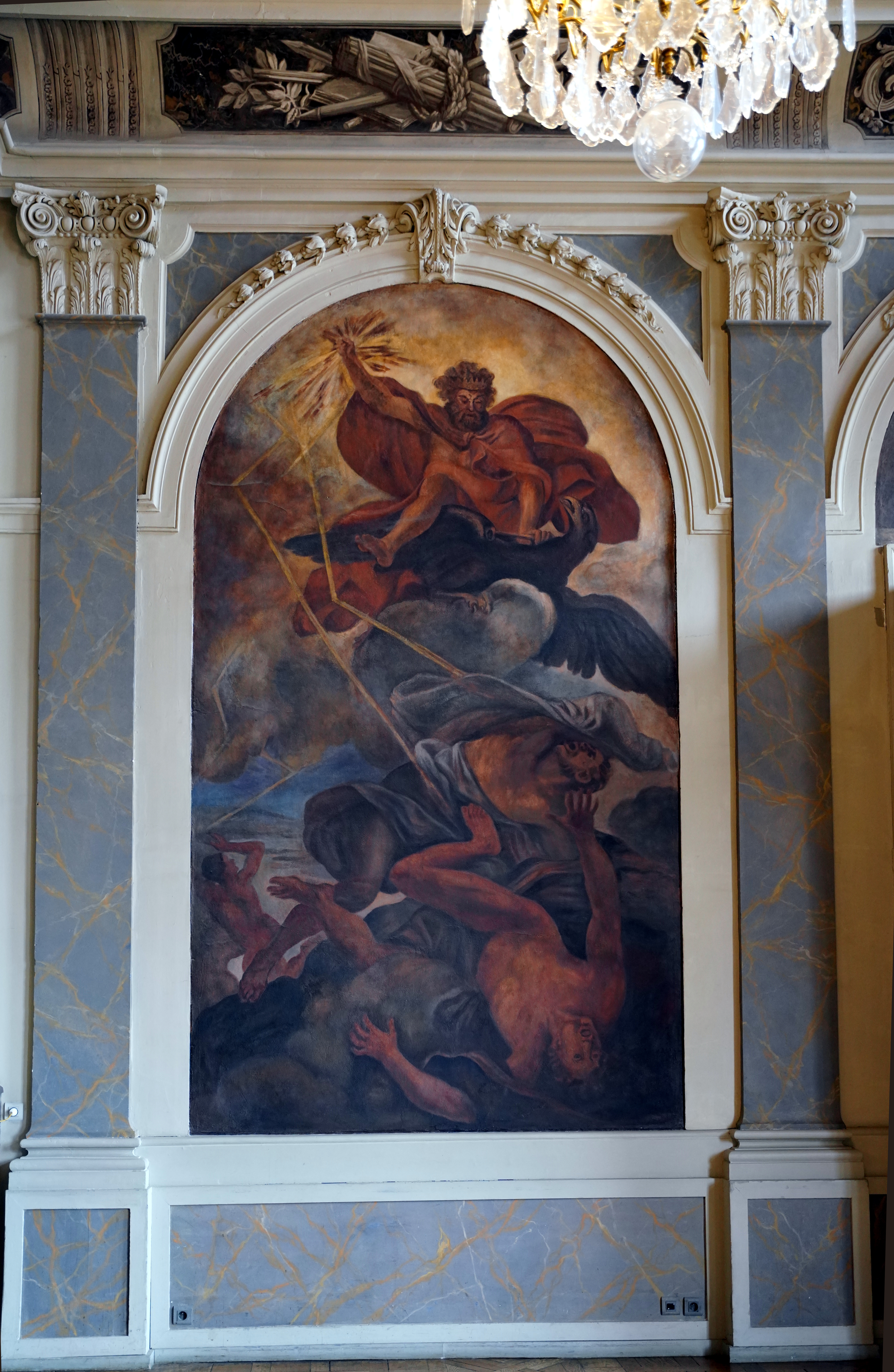
Jupiter de l'hôtel de ville de Nancy.

### Peintures
- Chambord, château de Chambord : Portrait du roi Stanislas, huile sur toile.
- Dijon, musée des Beaux-Arts : Portrait de Paul-Victor Coster, 1767, huile sur toile, 55,7 × 43,5 cm[3].
- Nancy, musée Lorrain : Portrait du roi Stanislas, huile sur toile.

Œuvres de Jean Girardet
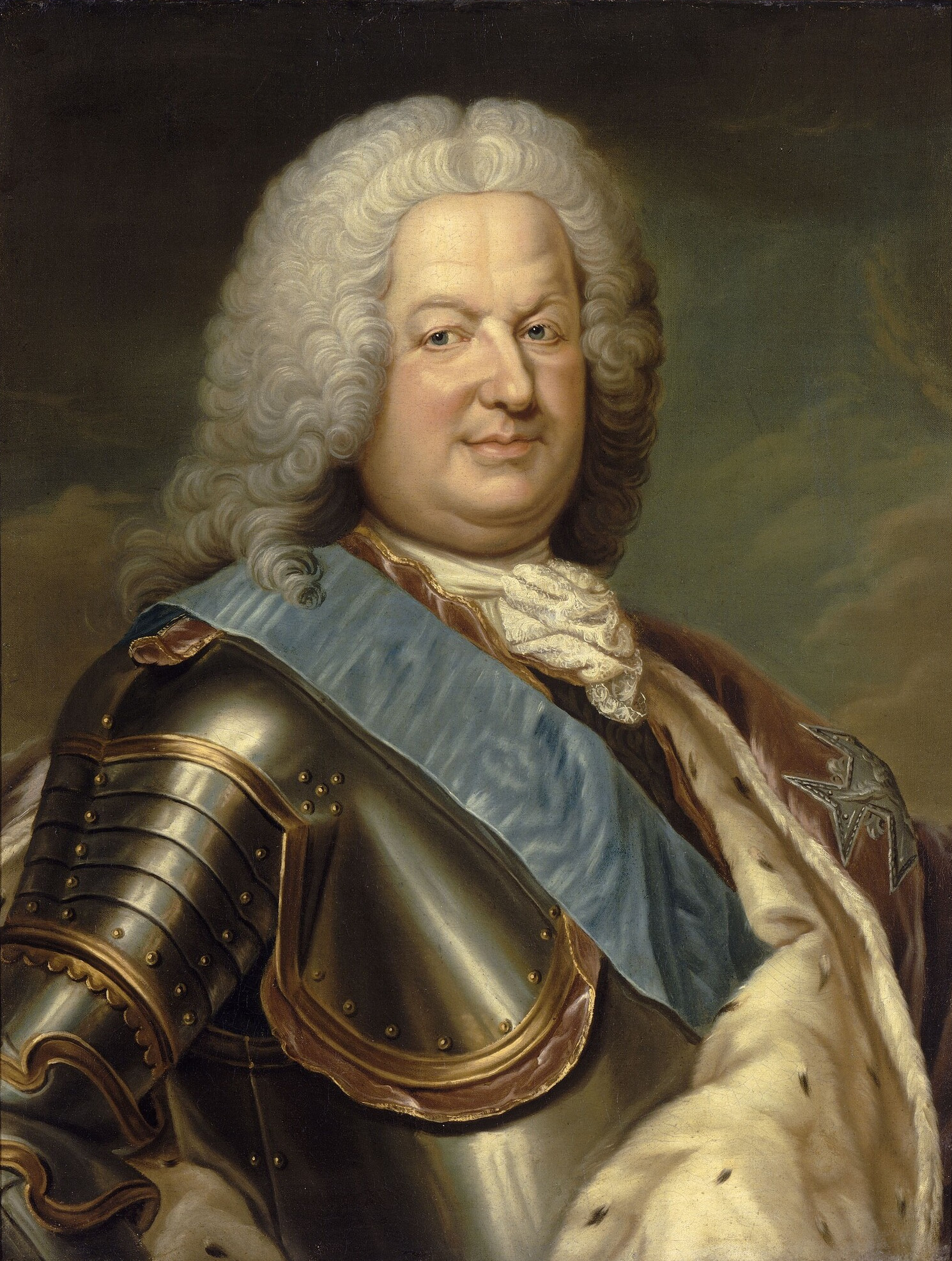
Portrait du roi Stanislas, Cracovie, musée Czartoryski.
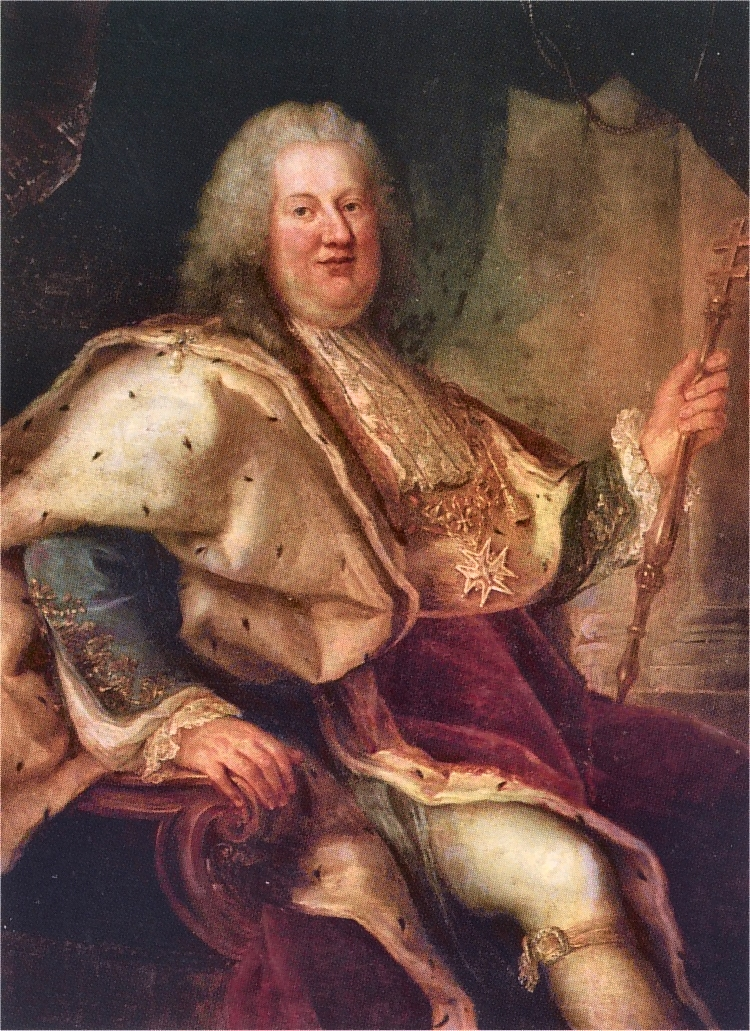
Portrait du roi Stanislas, château de Chambord.
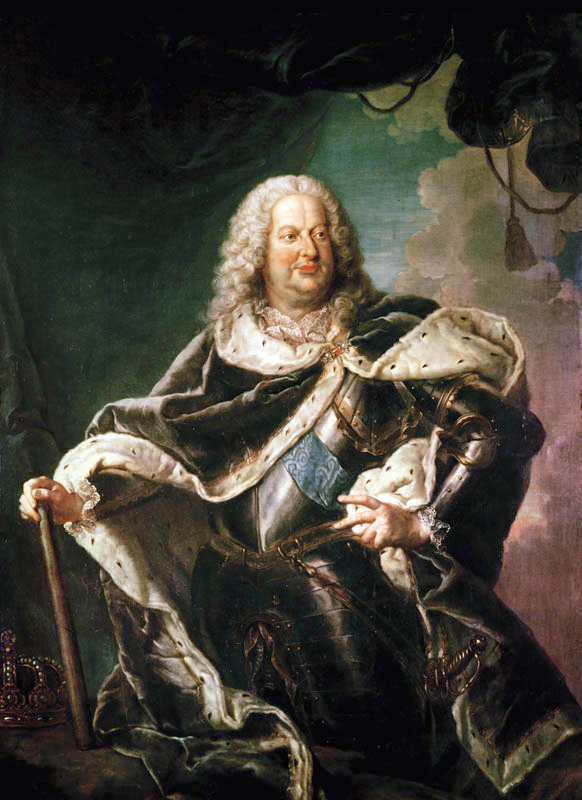
Portrait du roi Stanislas, Nancy, musée Lorrain.
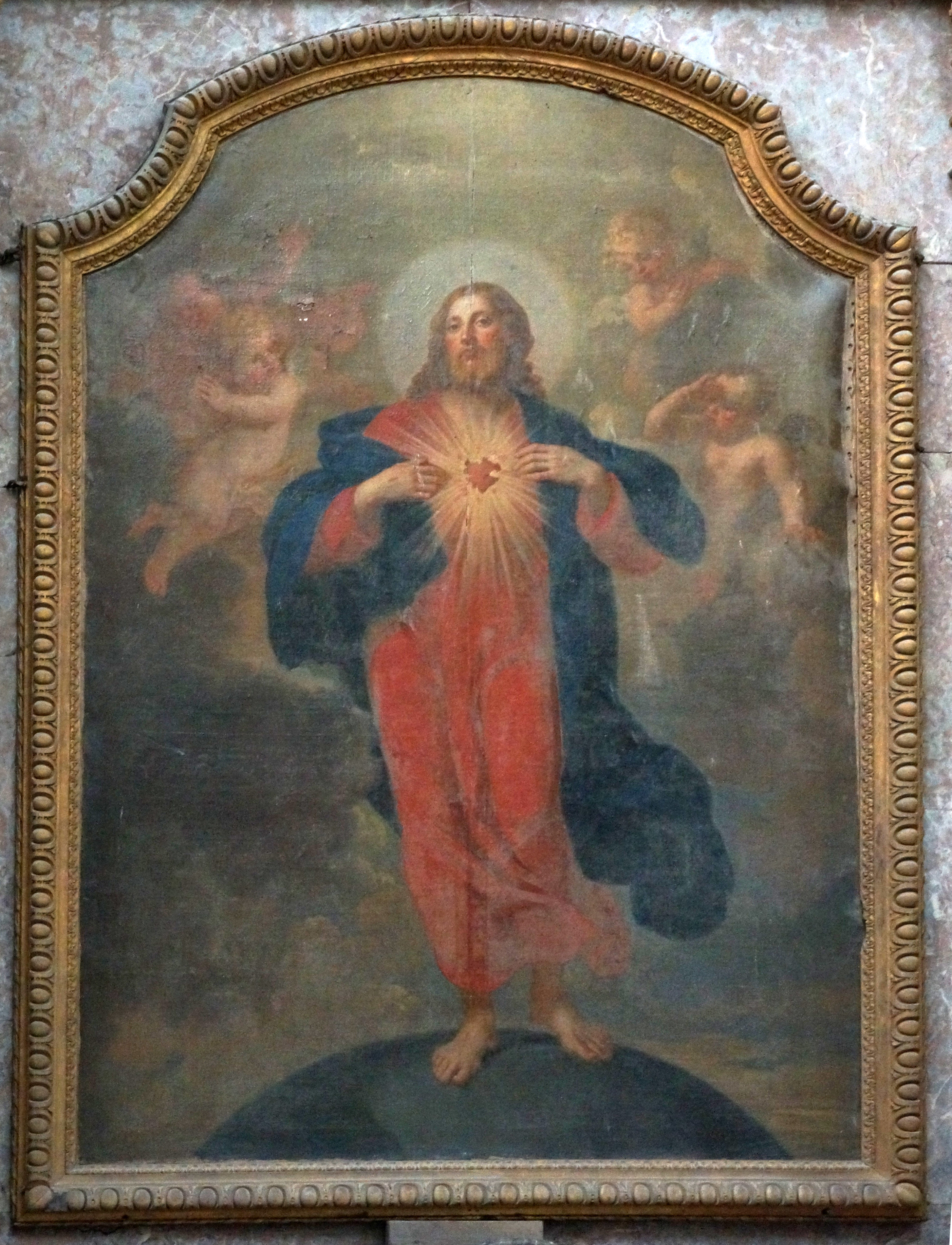
Sacré chœur Toul.
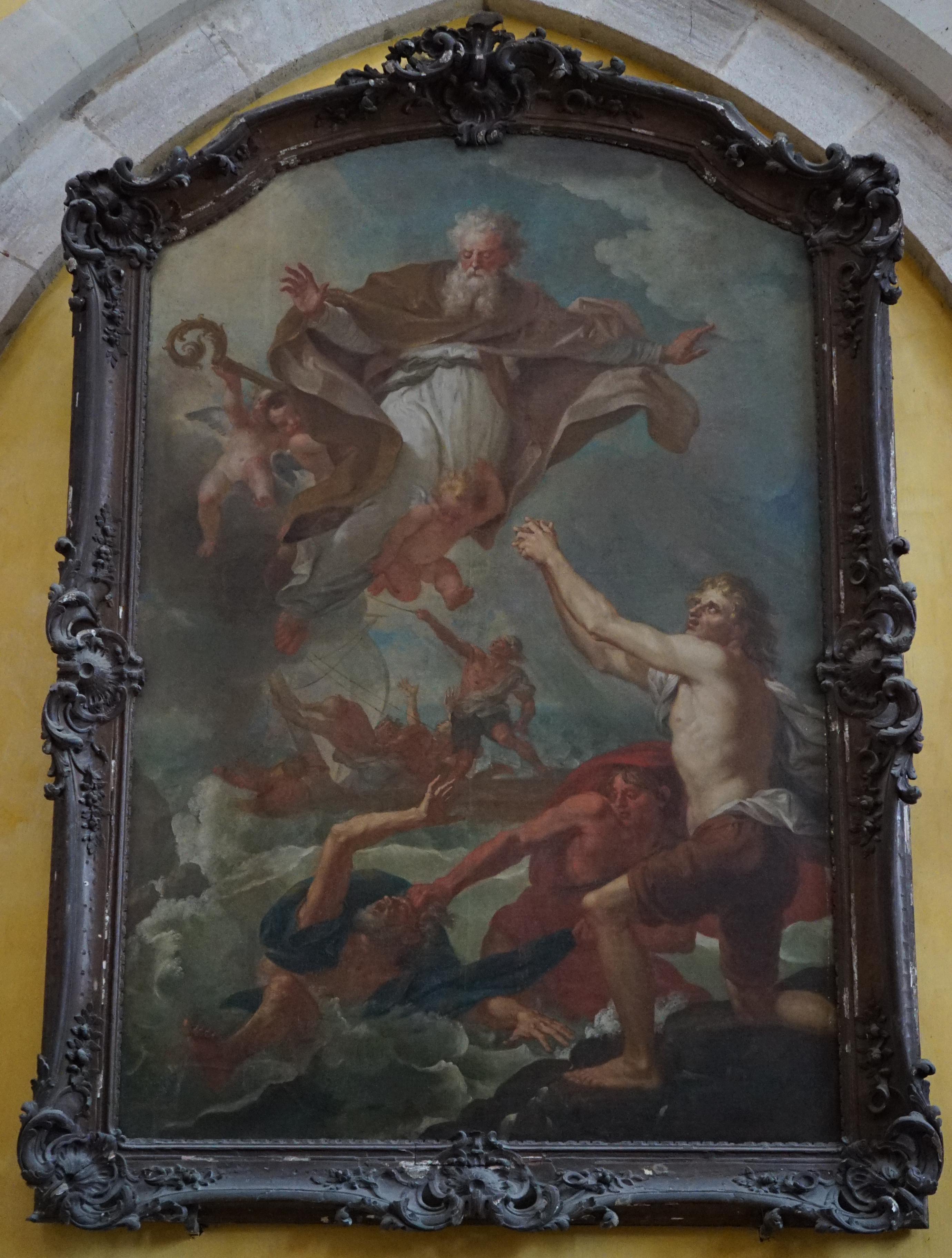
St-Nicolas, Commercy.

### Style
Dans ses productions allégoriques pour le kiosque de Lunéville, Girardet témoigne d'une élégance dans la composition et les coloris et d'une qualité de dessin comparable à celle de François Boucher, ou aux réalisations allégoriques de Carle Van Loo pour Mme de Pompadour au château de Bellevue, La Peinture, La Sculpture, L'Architecture et La Musique.

## Tombeau
Son tombeau dans le cimetière St Sébastien de Nancy s'ornait alors d'une stèle avec un médaillon reproduisant les traits de l'artiste par le sculpteur Johann Joseph Söntgen. Achevé en 1785, Il fut détruit par les fédérés de passage à Nancy en novembre 1792. En 1801, un groupe d'artistes, à l'initiative du peintre Joseph Laurent, entreprit d'édifier un nouveau mémorial., visible dans le collatéral gauche de l'église St Sébastien. Il est orné d'un portrait de Jean Girardet en médaillon peint par Joseph Laurent et de statues sculptées par Joseph Labroise.